# Neurotenzinski receptor
Neurotenzinski receptori su GPCR transmembranski receptori koji vezuju neurotransmiter neurotenzin. Dva od ovih receptora su kodirana genima  i , i sadrže sedam transmembranskih heliksa. Treći receptor poseduje jedan transmembranski domen i kodiran je  genom.

## Ligandi

### Agonisti
Peptidni
- Beta-laktotenzin (NTS2 selektivni)[3]
- Neurotenzin
- Neuromedin N (NTS1 selektivni)
- (NTS1 selektivni)

Ne-peptidni
- Parcijalni agonisti izvedeni iz SR-48692[4]

### Antagonisti
- Levokabastin ( selektivan, takođe antagonist 1 histaminskog receptora)[5]
- ( selektivan)[6]
- (neselektivan, CAS# 184162-64-9)

## Literatura
1. ↑  Vincent JP, Mazella J, Kitabgi P (1999). „Neurotensin and neurotensin receptors”. Trends Pharmacol. Sci. 20 (7): 302—9. PMID 10390649. doi:10.1016/S0165-6147(99)01357-7.
2. ↑  Pelaprat D (2006). „Interactions between neurotensin receptors and G proteins”. Peptides. 27 (10): 2476—87. PMID 16919370. doi:10.1016/j.peptides.2006.04.027.
3. ↑  Yamauchi R, Usui H, Yunden J, Takenaka Y, Tani F, Yoshikawa M (2003). „Characterization of beta-lactotensin, a bioactive peptide derived from bovine beta-lactoglobulin, as a neurotensin agonist”. Bioscience, Biotechnology, and Biochemistry. 67 (4): 940—3. PMID 12784648.
4. ↑  Thomas JB, Navarro H, Warner KR, Gilmour B (2009). „The identification of nonpeptide neurotensin receptor partial agonists from the potent antagonist SR48692 using a calcium mobilization assay”. Bioorganic & Medicinal Chemistry Letters. 19 (5): 1438—41. PMID 19195889. doi:10.1016/j.bmcl.2009.01.024.
5. ↑  Bredeloux P, Costentin J, Dubuc I (2006). „Interactions between NTS2 neurotensin and opioid receptors on two nociceptive responses assessed on the hot plate test in mice”. Behavioural Brain Research. 175 (2): 399—407. PMID 17074405. doi:10.1016/j.bbr.2006.09.016.
6. ↑  Ferraro L, Tomasini MC, Mazza R, Fuxe K, Fournier J, Tanganelli S, Antonelli T (2008). „Neurotensin receptors as modulators of glutamatergic transmission”. Brain Research Reviews. 58 (2): 365—73. PMID 18096238. doi:10.1016/j.brainresrev.2007.11.001.

## Spoljašnje veze
- „Neurotensin Receptors”. IUPHAR Database of Receptors and Ion Channels. International Union of Basic and Clinical Pharmacology. Архивирано из оригинала 03. 03. 2016. г.
- Neurotensin+Receptors на 